# Suzan Emine Kaube
 (juin 2015).
Suzan Emine Kaube (Istanbul, 1942) est une femme de lettres, peintre et pédagogue turco-allemande. 
En tant que pédagogue, ses œuvres parlent de l'intégration culturelle. Elle a exposé des peintures en Allemagne et en Turquie.

## Œuvres
- Tanz im Westwind oder du gibst mir erst Almosen, dann die Hölle (1999) galardonada con (WWA)
- Uyuyan Göl
- Tanz im Westwind
- Auf türkisgrünen Flügeln
- Heimlich und kühl
- Turkuvaz Kanatlılar (2011)